# Metacatharsius dentinum
Metacatharsius dentinum är en skalbaggsart som beskrevs av Ferreira 1964. Metacatharsius dentinum ingår i släktet Metacatharsius och familjen bladhorningar. Inga underarter finns listade i Catalogue of Life.